# Staffordshire
Pour les articles homonymes, voir Comté de Stafford.
Le Staffordshire (/ˈstæfədʃə(ɹ)/, abrégé en Staffs) est un comté non métropolitain et cérémonial du centre de l'Angleterre faisant partie de la région des Midlands de l'Ouest. Il est composé des districts de Cannock Chase, East Staffordshire, Lichfield, Newcastle-under-Lyme, South Staffordshire, Stafford, Staffordshire Moorlands, Stoke-on-Trent et Tamworth.
Les deux villes principales du comté sont Stafford (chef-lieu) et Stoke-on-Trent. En 2011, il compte 1 098 300 habitants.
Le Trent prend sa source dans le Staffordshire.

## Histoire
Au XVIIIe siècle, John Eld de Seighford Hall est un bienfaiteur de l'infirmerie générale du Staffordshire et avait des projets pour le nouvel hôpital. Thomas Gainsborough fait son portrait vers 1775. Il est conservé au musée des Beaux-Arts de Boston. L'inscription sur la base du piédestal indique que le portrait est commandé en son honneur, probablement pour marquer l'ouverture de l'hôpital. Près de cent abonnés ont contribué au coût de la peinture et Eld lui-même fait la différence. Le portrait reste dans la salle de conférence de l'hôpital jusqu'en 1909.

## Districts
1. Tamworth
2. Lichfield
3. Cannock Chase
4. South Staffordshire
5. Stafford
6. Newcastle-under-Lyme
7. Staffordshire Moorlands
8. East Staffordshire
9. Stoke-on-Trent (Unitary)

## Galerie

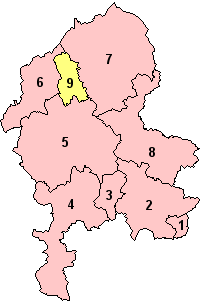
Le Staffordshire.
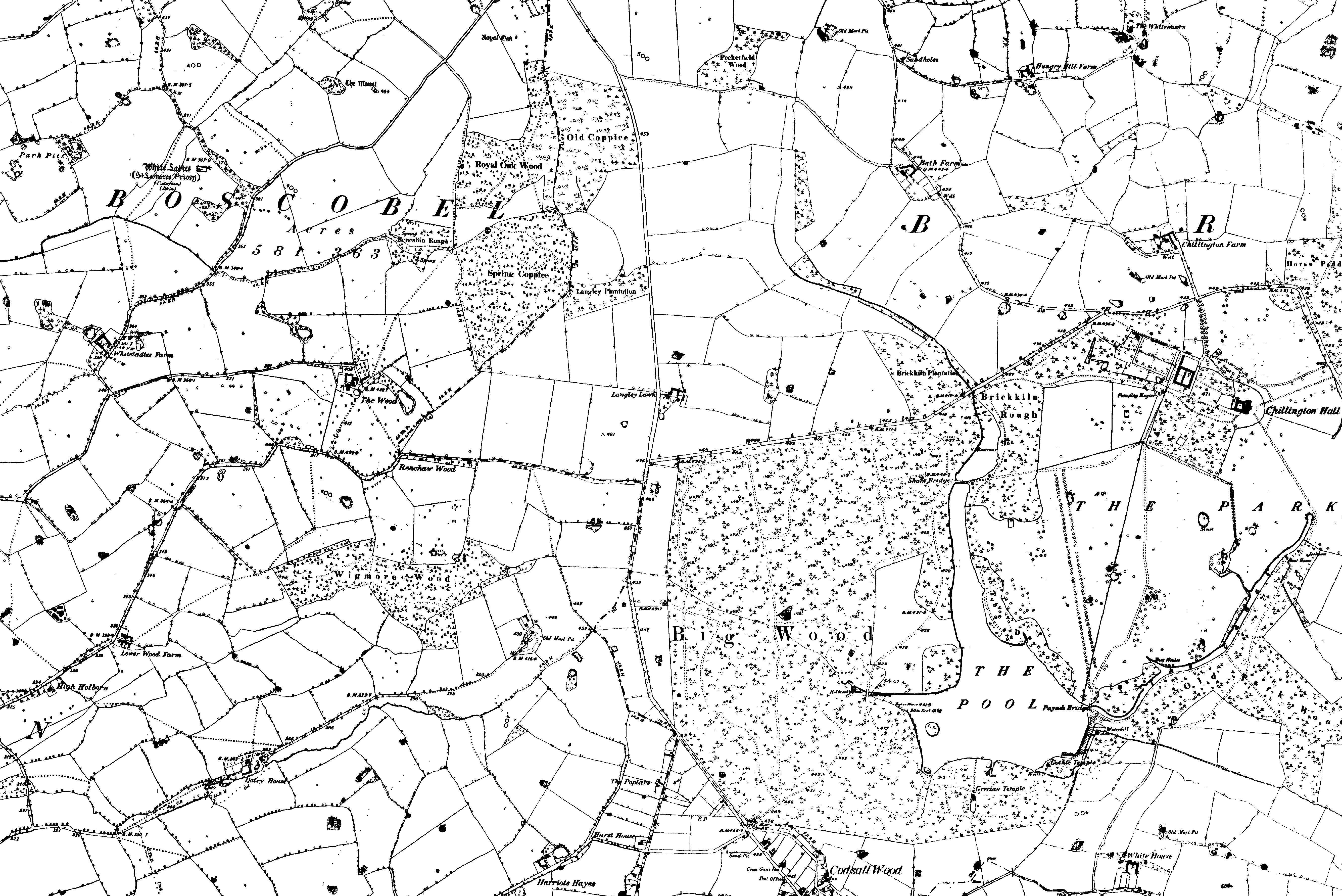
Un plan de la campagne du Staffordshire, v.1883-1894.

## Économie
- Russell Hobbs, producteur de petits appareils électroménagers